# Erika Christensen
Pour les articles homonymes, voir Christensen.
Erika Christensen, créditée sous son nom complet Erika Jane Christensen, au début de sa carrière, est une actrice américaine, née le 19 août 1982 à Seattle (État de Washington).

## Biographie

### Jeunesse et formation
Erika Jane Christensen, née à Seattle, dans l'État de Washington, est la fille de Kathy (née Hendricks), chargée de la construction, et de Steven Christensen, travailleur des assurances et cadre des ressources humaines. Elle a un demi-frère aîné, Nick, et des frères jumeaux plus jeunes, Dane (apparu dans le film The Upside of Anger en 2005) et Brando. Elle est d'ascendance islandaise, suédoise, danoise, norvégienne, galloise et irlandaise.
Christensen a vécu à Seattle jusqu'à l'âge de quatre ans, lorsque sa famille a déménagé dans la banlieue de Los Angeles, en Californie. Elle a commencé par jouer à la télévision dans des publicités pour McDonald's et Volvo. Christensen est membre de l'Église de scientologie. Elle défend souvent la secte publiquement face aux accusations. Ses parents sont devenus scientologues dans la vingtaine alors qu'ils vivaient à Seattle et l'ont élevée comme scientologue. Ses parents ont également décidé de la scolariser à la maison.  
Erika Christensen s'initie à la comédie et à la danse depuis son plus jeune âge. Elle débute au théâtre au sein de la Serendipity Company et du Pasadena Dance Theatre, ce qui lui permet entre autres de figurer dans le clip Scream/Childhood de Michael Jackson. 

### Carrière
Au cinéma, Erika Christensen débute dans la comédie Petit Poucet l'espiègle (Leave It to Beaver) d'Andy Cadiff avant de jouer des petits rôles dans des séries télévisées telles que Frasier, Le Caméléon ou encore Sarah.
Mais c'est en 2000, lorsqu'elle est choisie par le réalisateur Steven Soderbergh pour camper le rôle de la fille toxicomane de Michael Douglas dans le film policier Traffic (2000) qu'Erika accède à la consécration. Le film reçoit quatre Oscars, dont meilleur réalisateur et meilleur scénario adapté ainsi qu'une nomination à celui du meilleur film. La jeune actrice y côtoie également Don Cheadle, Catherine Zeta-Jones et Benicio del Toro. Elle enchaine alors avec la comédie Sex fans des sixties (2002) face à Susan Sarandon, Goldie Hawn et Geoffrey Rush avant de camper une jeune étudiante psychopathe dans le thriller aquatique Swimfan (2002) aux côtés de Jesse Bradford et de Shiri Appleby.
Après le téléfilm Les Hauts de Hurlevents (2003), adapté du célèbre roman d'Emily Brontë aux côtés de Katherine Heigl et de Mike Vogel, elle donne la réplique à Scarlett Johansson dans la comédie The Perfect Score (2004) avant de camper l'une des quatre filles de Joan Allen dans le drame Les Bienfaits de la colère, avec également Kevin Costner et de jouer dans le thriller Riding the Bullet (2004) d'après Stephen King. Après avoir donné la réplique à Jodie Foster dans le thriller aérien Flight Plan (2005), Erika joue dans le film indépendant The Sisters (2005) avec Maria Bello et Mary Stuart Masterson. Elle obtient alors l'un des rôles de la série dramatique Six Degrees (2006) avec Jay Hernandez. On la voit ensuite au cinéma dans la comédie How to Rob a Bank avec Nick Stahl, Gardener of Eden en 2007 et The Tortured en 2010. 
De 2010 à 2015, Christensen joue notamment le rôle de Julia Braverman-Graham, l'un des personnages principaux de la série télévisée Parenthood. Elle apparait aussi dans les séries Wicked City en 2015 et Ten Days in the Valley en 2017. Au cinéma, elle joue notamment dans les films Two for One en 2016 et Jésus, l'enquête en 2017. Elle apparait dans la comédie Treize à la douzaine en 2022.
À partir de 2023, elle joue l'un des rôles principaux de la série Will Trent.

### Vie privée
Depuis 2012, Erika Christensen partage sa vie avec le cycliste Cole Maness. En novembre 2014, elle officialise ses fiançailles après deux ans de relation. Le 5 septembre 2015, ils se marient à Palm Springs, en Californie et résident depuis à Los Feliz, à Los Angeles. Le 21 juin 2016, elle donne naissance à une fille prénommée Shane. Le 10 août 2018, elle donne naissance à une deuxième fille prénommée Polly.

## Filmographie

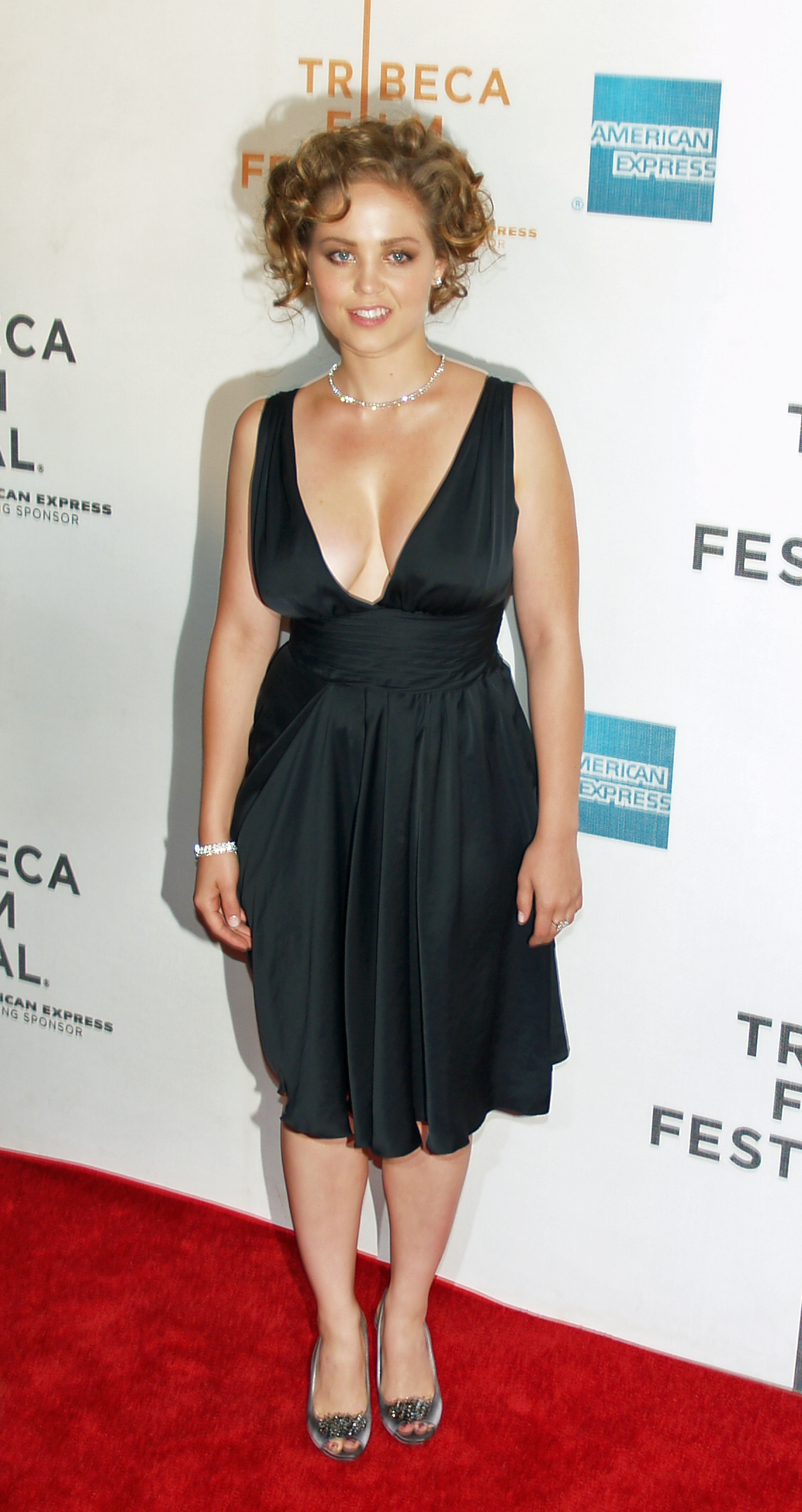
Erika Christensen en 2007.

### Cinéma
- 1997 : Petit Poucet l'espiègle (Leave It to Beaver) de Andy Cadiff : Karen L. Connelly
- 2000 : Traffic de Steven Soderbergh : Caroline Wakefield
- 2002 : Home Room de Paul F. Ryan : Deanna Cartwright
- 2002 : Swimfan de John Polson : Madison Bell
- 2002 : Sex fans des sixties (The Banger Sisters) de Bob Dolman : Hannah Kingsley
- 2003 : Riding the Bullet de Mick Garris : Jessica Hadley
- 2004 : Les Notes parfaites (The Perfect Score) de Brian Robbins : Anna Ross
- 2004 : Les Bienfaits de la colère (The Upside of Anger) de Mike Binder : Andy Wolfmeyer
- 2005 : Flight Plan (Flightplan) de Robert Schwentke : Fiona
- 2005 : The Sisters de Arthur Allan Seidelman : Irene Prior
- 2007 : Gardener of Eden de Kevin Connolly : Mona Huxley
- 2007 : How to Rob a Bank d'Andrews Jenkins : Jessica
- 2008 : Struck de Taron Lexton : fille à l'arrêt de bus (court métrage)
- 2009 : Veronika décide de mourir (Veronika Decides to Die) d'Emily Young : Claire
- 2009 : Mercy (en) de Patrick Hoelck : Robin
- 2010 : Melon d'Adrian Ursu : Catherine (court métrage)
- 2010 : The Tortured de Robert Lieberman : Elise Landry
- 2012 : How Sweet It Is de Brian Herzlinger : Sarah Cosmo
- 2016 : Two for One de Jon Abrahams : Tiffany Fontinella
- 2017 : Jésus, l'enquête (The Case for Christ) de Jon Gunn : Leslie Strobel
- 2020 : Clover de Jon Abrahams : Gertie
- 2022 : KIMI de Steven Soderbergh : Samantha Gerrity
- 2022 : Treize à la douzaine de Gail Lerner : Kate Baker

### Télévision

#### Téléfilms
- 1999 : Embrouilles dans la galaxie (Can of Worms) de Paul Schneider : Katelyn Sandman
- 2003 : Wuthering Heights de Suri Krishnamma : Catherine Earnshaw
- 2007 : I'm in Hell de Frank Coraci : Jennifer
- 2014 : À la recherche de l'homme idéal (My Boyfriend's Dogs) : Bailey
- 2016 : Amour et quiproquos (Anything for Love) de Terry Ingram : Katherine Benson
- 2016 : Confirmation de Rick Famuyiwa : Shirley Weigand
- 2016 : Fascination mortelle (The Follower) de Kévin Mendiboure : Chelsea Angel
- 2019 : Love in the City (To Have and to Hold) de Monika Mitchell : Alice

#### Séries télévisées
- 1997 : Une sacrée vie (Nothing Sacred) : Romy Carrol (saison 1, épisode 10)
- 1998 : The Practice : Donnell et Associés (The Practice) : Melissa (saison 2, épisode 14)
- 1998 : Frasier : une adolescente (saison 6, épisode 2)
- 1998 : Troisième planète après le Soleil (3rd Rock from the Sun) : Brianna (saison 4, épisode 4)
- 1999 : Thanks : Abigail Winthrop
- 1999 : Les Anges du bonheur (Touched by an Angel) : Ivy (saison 6, épisode 7)
- 2000 : Sarah (Time of Your Life) : Flynn Halloway (saison 1, épisode 10)
- 2000 : Movie Stars : Tawny (saison 2, épisode 4)
- 2000 : Le Caméléon (The Pretender) : Leigh Wright (saison 4, épisode 18)
- 2000 : FreakyLinks : Cassie (saison 1, épisode 4)
- 2001 : La Famille de mes rêves (The Geena Davis Show) : Isabel (saison 1, épisodes 11, 16 et 18)
- 2001 : That '70s Show : Stacey (saison 4, épisode 10)
- 2005 - 2009 : Robot Chicken : Mère / Darlene / Debbie Benton / Della Dillingham Young (saison 1, épisodes 5 & 7 ; saison 4, épisode 20)
- 2006 - 2007 : Six Degrees : Mae Anderson
- 2008 : New York, unité spéciale (Law & Order: Special Victims Unit) : agent spécial du FBI Lauren Cooper (saison 9, épisode 12)
- 2009 : Lie to Me : Sophie/Trisha/Jessie/RJ (saison 2, épisode 1)
- 2009 : Mercy Hospital (Mercy) : Dana Harper McPhearson (saison 1, épisode 7)
- 2010 - 2015 : Parenthood : Julia Braverman-Graham
- 2015 : Wicked City : Betty Beaumontaine
- 2017 : Ten Days in the Valley : Ali Petrovich
- 2018 : Adopted : Rebekah (saison 2, épisode 3)
- 2023 : Will Trent : Angie Polaski

## Voix francophones
| - Christine Bellier dans : - Parenthood (série télévisée) - À la recherche de l'homme idéal - Amour et quiproquos (téléfilm) - Fascination mortelle (téléfilm) - Ten Days in the Valley (série télévisée) - Sybille Tureau dans : - Six Degrees (série télévisée) - Veronika décide de mourir - Mercy Hospital (série télévisée) | - Véronique Desmadryl dans : - Flight Plan - Treize à la douzaine Et aussi - Barbara Villesange dans Traffic - Adeline Moreau dans Swimfan - Barbara Tissier dans Sex fans des sixties - Laura Blanc dans New York, unité spéciale (série télévisée) - Caroline Pascal dans Lie to Me (série télévisée) - Hélène Bizot dans Confirmation (en) (téléfilm) - Ingrid Donnadieu dans Will Trent (série télévisée) |

## Récompenses
- MTV Movie Awards 2001: meilleure révélation féminine pour Traffic
- Screen Actors Guild Awards 2001: meilleure distribution dans un film pour Traffic
- Young Hollywood Awards 2001: meilleure performance féminine pour Traffic